# SN 2004ha
SN 2004ha – supernowa typu Ia odkryta 6 listopada 2004 roku w galaktyce A020427-0452. W momencie odkrycia miała maksymalną jasność 23,00m.